# بوریاسکو
بوریاسکو (به ایتالیایی: Buriasco) یک کومونه در ایتالیا است که در استان تورین واقع شده‌است.

## خصوصیات
بوریاسکو ۱۴٫۷ کیلومترمربع مساحت و ۱٬۴۱۱ نفر جمعیت دارد و ۳۰۱ متر بالاتر از سطح دریا واقع شده‌است.

## خواهرخوانده
شهر María Juana خواهرخواندهٔ بوریاسکو هست.